# Dante (Devil May Cry)
Dante (ダンテ) là nhân vật chính trong loạt game Devil May Cry sản xuất bởi Capcom. Anh mang một phong cách của một người Mỹ hiện đại, là một người chuyên đi săn quỷ và tìm mọi cách để trả thù ác quỷ đã giết mẹ mình và khiến cho người anh trai mình đi theo cái xấu. Dante là con trai của Sparda, một hiệp sĩ quỷ mang trong mình sức mạnh tuyệt đối và đã từng chống lại đội quân của quỷ rồi đánh bại chúng. Vì vậy nên Dante cũng có dòng máu quỷ trong người. Nhân vật này được thiết kế để cho phù hợp với trò chơi Devil May Cry như là một phiên bản của Hideki Kamiya là một người có "phong cách và sành điệu", tính cách của anh được dựa theo nhân vật manga Cobra. Anh cũng thường được nhận những nhận xét tốt của những người hâm mộ, và hay có mặt trong danh sách những nhân vật game ngầu nhất.

## Thiết kế
Dante xuất hiện trong Devil May Cry, tựa game này vốn dự định đưa vào làm phần tiếp theo cho Resident Evil. Người sáng lập Hideki Kamiya đã nói rằng series của manga Cobra bởi Buichi Terasawa là nền tảng cho tính cách của Dante. Kamiya đã định dạng cho Dante ban đầu là một chàng trai "phong cách", với chiếc áo choàng dài khiến cho nhân vật trông "khoa trương" hơn, Dante là một người không hút thuốc, điều này theo Kamiya thấy sẽ trở nên ngầu hơn. Áo choàng của nhân vật là màu đỏ vì ở Nhật Bản, đỏ tượng trưng cho mẫu anh hùng. Kamiya cũng thấy được rằng Dante sẽ là "một người mà bạn muốn đi uống rượu cùng", một ai đó không có tính khoe khoang nhưng thay vào đó là sẽ "lôi theo trò đùa kiểu lố bịch, láu lỉnh" để nhằm thu hút cảm tình vào anh ta. Ông thêm đặc điểm này vào Dante để nhằm làm cho người chơi sẽ thấy gần gũi hơn.
Trong DmC: Devil May Cry, Dante gần như được thiết kế lại theo ý kiến của nhân viên tại Capcom. Điều này đã gây nên nhiều tranh cãi khác nhau từ fan hâm mộ. Sau một vài mẫu phác thảo,tạo hình mới của Dante được mang theo phong cách của bộ phim Batman Begins do Christopher Nolan đạo diễn.

## Nhân vật

Dante trong DmC Devil May Cry

Dante là một người chuyên đi đánh thuê cho những trường hợp siêu nhiên, hoặc có thể gọi là giết quỷ. Anh khá cơ bắp, tóc màu bạch kim, mắt màu xanh lục nhạt và thường mặc áo choàng dài màu đỏ. Anh thường mang theo bộ vũ khí như cặp súng không hết đạn Ebony và Ivory, thanh kiếm "Rebellion" và "Force Edge", Cánh tay ác quỷ được tạo ra bởi cha anh. Vì Dante là nửa người nửa quỷ nên anh có năng lực siêu nhiên. Khả năng này khiến Dante có thể biến thành "Devil Trigger", một ác quỷ thật sự có thể mang lại cho anh mọi ưu thế về sức mạnh, tốc độ và thậm chí là bất tử. Dante khá tự tin trong việc chạm trán với đối thủ, và thường xuyên chế nhạo Boss trước khi bắt đầu chiến đấu với họ. Trong tất cả các phần Devil May Cry, Dante có nói 'Quỷ không bao giờ khóc' (Devils never cry).Điều này cho thấy anh dù có chứng tỏ mình là một ác quỷ, thì việc biết khóc khi buồn là một điều quý giá với anh.
Dante còn là một người khá thoải mái và rất dửng dưng. Anh thường xuyên nợ tiền và dường như không có ý định trả lại tiền nợ cho một ai đó. Anh rất thích ăn pizza và kem dâu tây (điều này thể hiện rõ hơn trong anime).
Dante là con trai sinh đôi của Sparda, anh có một người anh trai là Vergil.Sau cái chết của Sparda, cả hai anh em được cưu mang bởi người mẹ Eva, nhưng bà đã bị giết khi gia đình chạy trốn khỏi quỷ Mundus.
Trong tập 6 của anime, Dante được biết đến là hâm mộ một ban nhạc rock tên The Strokes, đến từ Mỹ.
Dante được thay đổi hoàn toàn về ngoại hình trong DmC Devil May Cry, với cốt truyện diễn ra trước phần 3. Dante có mái tóc cắt ngắn màu đen, áo choàng đỏ của anh chỉ dài đến lưng.

## Cốt truyện

### Devil May Cry 3: Dante's Awakening
Phiên bản 3 của Devil May Cry có cốt truyện xảy ra trước phần 1, khi đó Dante đang ở tuổi thiếu niên. Dante đang bị trì hoãn bởi người anh trai sinh đôi Vergil, người có ý định mở cổng vào thế giới ác quỷ để có thể giành được sức mạnh từ Sparda, bao gồm cả thanh kiếm Force Edge. Trên đường đi, Dante nhập hội với Lady, người đang truy đuổi cha cô là Arkham. Arkham làm việc cho Vergil, nhưng hắn ta có kế hoạch riêng. Cuối cùng, Dante giành quyền sở hữu thanh Force Edge, thứ mà Vergil định để lại ở thế giới quỷ. Dante trở nên trưởng thành hơn theo cốt truyện của game, nhờ lòng dũng cảm của Lady và sự tận tâm mà cô dành cho gia đình của cô, Dante tiếp tục công việc săn quỷ. Họ trở thành bạn,Dante quyết định đặt tên cho văn phòng của mình là "Devil May Cry", sau điều mà Lady nói để an ủi anh.

### Devil May Cry
Trong bản nguyên gốc của Devil May Cry, Dante bị tấn công bất ngờ tại văn phòng riêng của mình bởi một người phụ nữ mà sau này anh biết là Trish. Anh ngạc nhiên khi thấy cô có khuôn mặt giống như người mẹ đã mất của mình. Trish tìm Dante để thuê anh chặn sự quay lại của vị vua quỷ Mundus. Tuy nhiên, việc này là do cô sắp đặt để cho mật vụ riêng của Mundus giết Dante khi anh tìm đường đến lâu đài trên đảo. Trong game anh gặp lại người anh trai Vergil, là mật vụ của Mundus và bị điều khiển bởi hắn để giết anh. Trish phản bội lại Mundus để cứu Dante và hợp sức cùng anh giữ Mundus ở lại đảo. Sau này Trish trở thành cộng sự của Dante trong việc giết quỷ và cả hai quyết định đổi tên văn phòng thành "Devil Never Cry". Sau này, khi Trish tách khỏi nhóm của Dante, văn phòng được đổi tên trở lại "Devil May Cry"

### Anime
Ở bản anime, Dante vẫn duy trì công việc săn quỷ của mình ở văn phòng (đã được đổi lại tên thành Devil May Cry). Anh có một người hay ghé qua văn phòng là Morrison, và Patty Lowell, một cô bé mồ côi được anh cứu và cũng hay qua văn phòng anh, Patty luôn coi Dante như anh trai của mình. Anime có sự xuất hiện của Lady và Trish.

### Devil May Cry 2
Tựa game đặt vào thời điểm sau phần đầu tiên,lần này Dante tung đồng xu để quyết định mọi việc mặc dù đồng xu đó có hai mặt như nhau. Dante đồng hành cùng Lucia để tiêu diệt Arius, một thương nhân tìm cách sử dụng năng lượng của quỷ để thống trị thế giới. Trong phần kết thúc của game, Dante phải vào trong thế giới quỷ để ngăn chặn quỷ đầu đàn, nhưng cánh cổng đã bị đóng lại và anh đã bị bẫy. Không còn cách nào để quay trở lại thế giới con người, Dante lái xe máy sâu hơn vào đó. Lucia cầm đồng xu của Dante và ngồi trong văn phòng anh chờ đợi cho tới khi cô nghe được tiếng xe máy ở ngoài, Lucia lao ra ngoài xem (đoạn này không cho rõ ràng đây có phải là tiếng xe của Dante hay không). DMC2 không hề được khẳng định là 1 phiên bản của DMC do nó không được sản xuất bởi Hideki Kamiya dẫn đến tính cách nhân vật và bối cảnh trong phần này bị sai lệch trầm trọng lẫn gameplay cũng tệ hơn so với người tiền nhiệm

### Devil May Cry 4
Ở phiên bản này Dante không phải là nhân vật chính để thay thế cho Nero.Lady ghé qua văn phòng của Dante để điều tra về The Order of the Sword, một nhóm đã thu nhặt được Devil Arms. Dante tỏ vẻ không hứng thú, nhưng Trish (người đã từng tách ra hoạt động riêng lẻ và nay quay lại để làm việc cùng Dante) lại đi và mang theo thanh kiếm Sparda cùng. Sau đó Nero trông thấy Dante xông vào hội Order và giết chết thủ lĩnh Sanctus. Dante bị Nero tấn công và làm thức tỉnh cánh tay quỷ Bringer của anh,để cho thấy rằng Dante không định làm nghiêm trọng trận đánh của họ. Nero thuyết phục Dante, trên đường đi họ thấy rằng cánh cổng đã bị mở bởi Order để khai thác năng lượng của nó. Sanctus nhận được một nguồn năng lượng lớn và quyết định bắt cóc người yêu của Nero là Kyrie. Nero chiến đấu với Sanctus nhưng sau đó đã bị hắn bắt cùng Kyrie để lấp đầy lõi cho ác quỷ Savior. Dante tiến đến và phá huỷ cánh cổng Địa Ngục do hội Order mở ra, và đấu với Savior. Thấy rằng không thể phá huỷ Savior ở bên ngoài nên Dante đã để cho Nero giết Savior bên trong. Nero giết Savior và giải cứu Kyrie. Sau này Dante trao cho Nero thanh kiếm Yamato từng là của Vergil. Cuối cùng, ở trong văn phòng Devil May Cry, Lady trả tiền cho Dante và Trish; Trish có vẻ không vui với số tiền được nhận. Dante tránh bàn luận vấn đề này, và sau khi nhận được điện thoại của một khách hàng, cả ba ra ngoài làm nhiệm vụ.

### DmC: Devil May Cry
Là phiên bản DMC mang phong cách phương Tây. Được sản xuất bởi Ninja Theory. Là 1 câu chuyện hoàn toàn mới không dính dáng gì tới series DMC cũ. Vẫn lấy nhân vật chính là Dante nhưng hình dáng đã được thiết kế lại. Trong phần này, Bối cảnh diễn ra ở một thành phố có tên là Limbo City, một thành phố hiện đại được bí mật thao túng bởi thế lực của quỷ dữ mà đứng đầu là chúa quỷ Mundus, sống bên lề của Xã Hội bị tẩy não đó là Dante. Sau suốt một thời gian dài và cũng không nhớ gì về quá khứ và gia đình. 1 ngày kia có 1 cô gái tên "Kat" đến trước cửa nhà và cảnh báo anh đang gặp nguy hiểm và ngay sau đó anh bị ném vào Limbo 1 chiều không gian khác chỉ có quỷ dữ tồn tại và là hình ảnh thật của Limbo City, bị săn đuổi bởi bầy quỷ, dưới sự hướng dẫn của Kat, Dante đánh bại con quỷ đã đuổi theo anh và thoát khỏi Limbo, nhưng trước khi thoát ra khỏi Limbo con quỷ săn đuổi anh đã nói rằng anh chính là con trai của Sparda. Dante đi cùng Kat và gặp lại Vergil, người anh song sinh của mình và Vergil đã giúp Dante hồi phục lại trí nhớ. Cả hai là con trai của Sparda từng là một con quỷ rất mạnh, làm việc dưới trướng của Mundus và Eva là một thiên thần. Nên Dante và Vergil đều mang trong mình dòng máu của Ác Quỷ và Thiên Thần, là Nephilim (là 1 giống loài có sức mạnh và trí tuệ hơn người, các nhân vật trong Diablo series cũng là Nephilim). Và họ bắt đầu cuộc chiến chống lại Mundus.